# Dakodonou
Dakodonou (ou Dako Donou) est traditionnellement considéré comme le second roi d'Abomey. Il règne sur le royaume du Danhomè (dans le Bénin actuel) entre 1620 et 1645.
Selon la légende, Dakodonou, réputé brutal et violent, prend le pouvoir alors que son frère, le premier roi du Dahomey (Gangnihessou), était hors de la capitale.
Ses symboles sont une jarre à indigo et un briquet, en référence à un incident qui conduisit Dako à se faire appeler Dakodonou : lors d'une querelle avec un certain Donou, marchand d'indigo, Dako attaque celui-ci par surprise, le tue et place le cadavre dans une jarre à indigo qu'il s'amuse à rouler.
Son fils Aho Houegbadja, parfois présenté comme son neveu, lui succède en 1645.